# Дружне (Коростенський район)
Дру́жне — село в Україні, у Малинської міської територіальної громади Коростенського району Житомирської області. Чисельність населення становить 30 осіб (2001).

## Історія
У 2010 році Житомирська обласна рада ухвалила рішення про уточнення назви села на Дружнє, проте Верховною Радою це уточнення поки не затверджене.
12 червня 2020 року, відповідно до розпорядження Кабінету Міністрів України № 711-р «Про визначення адміністративних центрів та затвердження територій територіальних громад Житомирської області», територію та населені пункти Нововороб'ївської сільської ради включено до складу Малинської міської територіальної громади Коростенського району Житомирської області.
Село зазнало обстрілів 29 березня під час вторгнення Росії в Україну 2022 року.

### Мова
Розподіл населення за рідною мовою за даними перепису 2001 року:
| Мова       | Кількість | Відсоток |
| ---------- | --------- | -------- |
| українська | 30        | 100%     |